# Přírodní park Rieserferner-Ahrn
Přírodní park Rieserferner-Ahrn (italsky Parco Naturale Vedrette di Ries-Aurina) je regionální park na severovýchodě Jižního Tyrolska v Itálii. Zahrnuje horské skupiny Rieserferner, Venediger a část pohoří Zillertalské Alpy. Byl založen v roce 1988 a rozkládá se na ploše 31 505 ha, která je rozdělena mezi obce Valle Aurina, Gais, Percha, Prettau, Rasen-Antholz a Sand in Taufers.

## Rozloha a stanoviště
Park se rozkládá v rozsáhlé vysokohorské krajině. Jižní polovina zahrnuje celou jihotyrolskou část pohoří Rieserferner mezi Antholzem, Taufersem a Reinem. Severní polovina zahrnuje jihotyrolské části horské skupiny Venedigeru včetně celé Durrecké skupiny a v horní části údolí Ahrntal zasahuje až k hlavnímu hřebeni Zillertalu v oblasti Krimmler Tauern. Přes státní hranici s Rakouskem na východě přímo sousedí s Národním parkem Vysoké Taury.
Z geologického hlediska je přírodní park Rieserferner-Ahrn zajímavý zejména díky vystupující geologické oblasti Tauernfenster. Pro park je charakteristické bohatství vodních zdrojů, které se projevuje přítomností četných horských potoků a jezer, včetně jezera Antholzer See. Vysoko položená údolí parku rámují smíšené jehličnaté lesy, nad hranicí lesa se rozprostírají vysokohorská travinná společenstva a pastviny. Velkou část přírodní rezervace tvoří řídce porostlé skály a suťové svahy. Na severních svazích se nachází několik ledovců, včetně ledovce Westlicher Rieserferner na hoře Schneebiger Nock, který dal oblasti jméno. Mezi četnými vrcholy přesahujícími hranici 3000 m vynikají Dreiherrnspitze (3499 m), Rötspitze (3496 m) a Hochgall (3436 m).

## Galerie

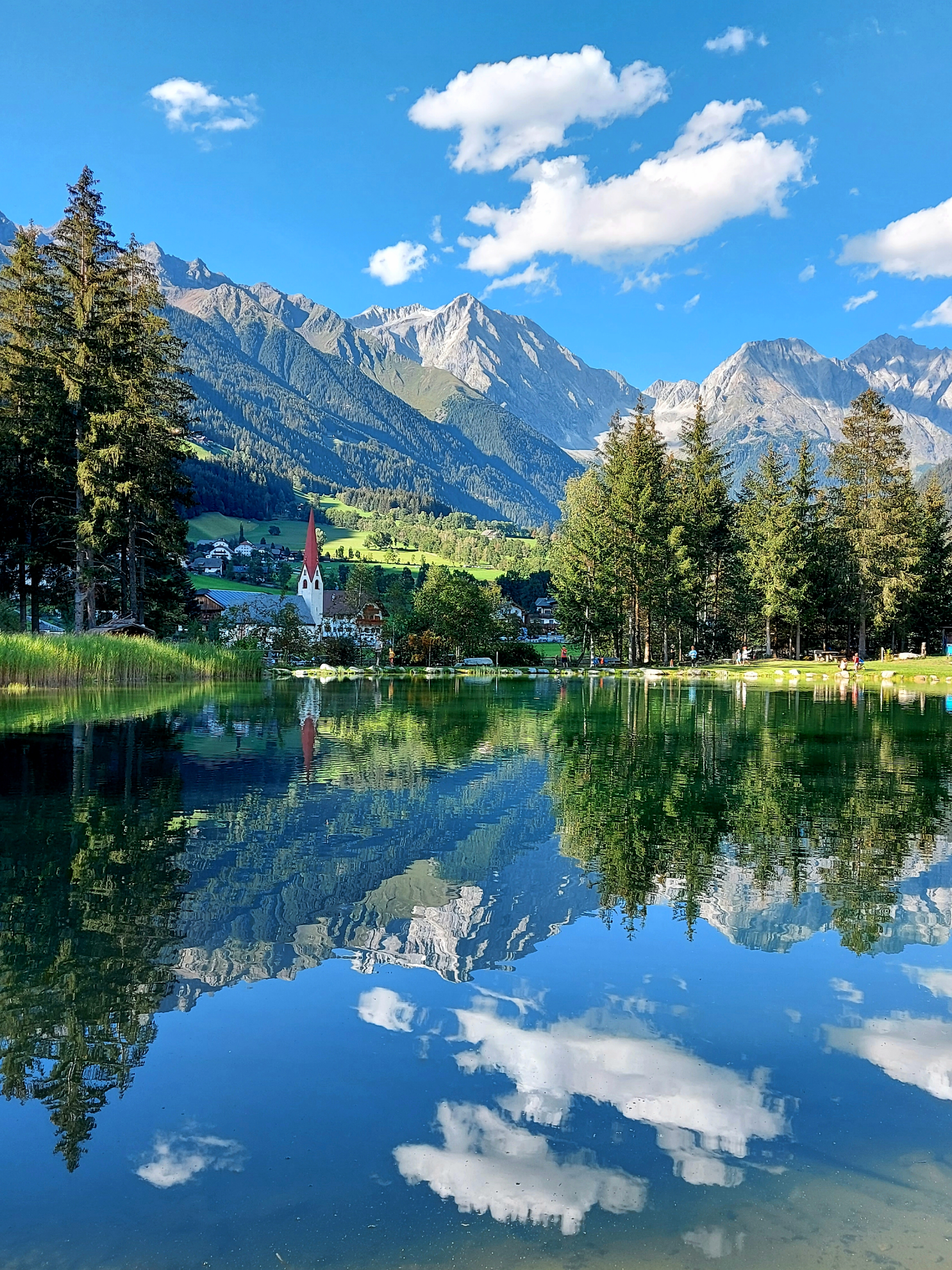
jezero Antholzer See
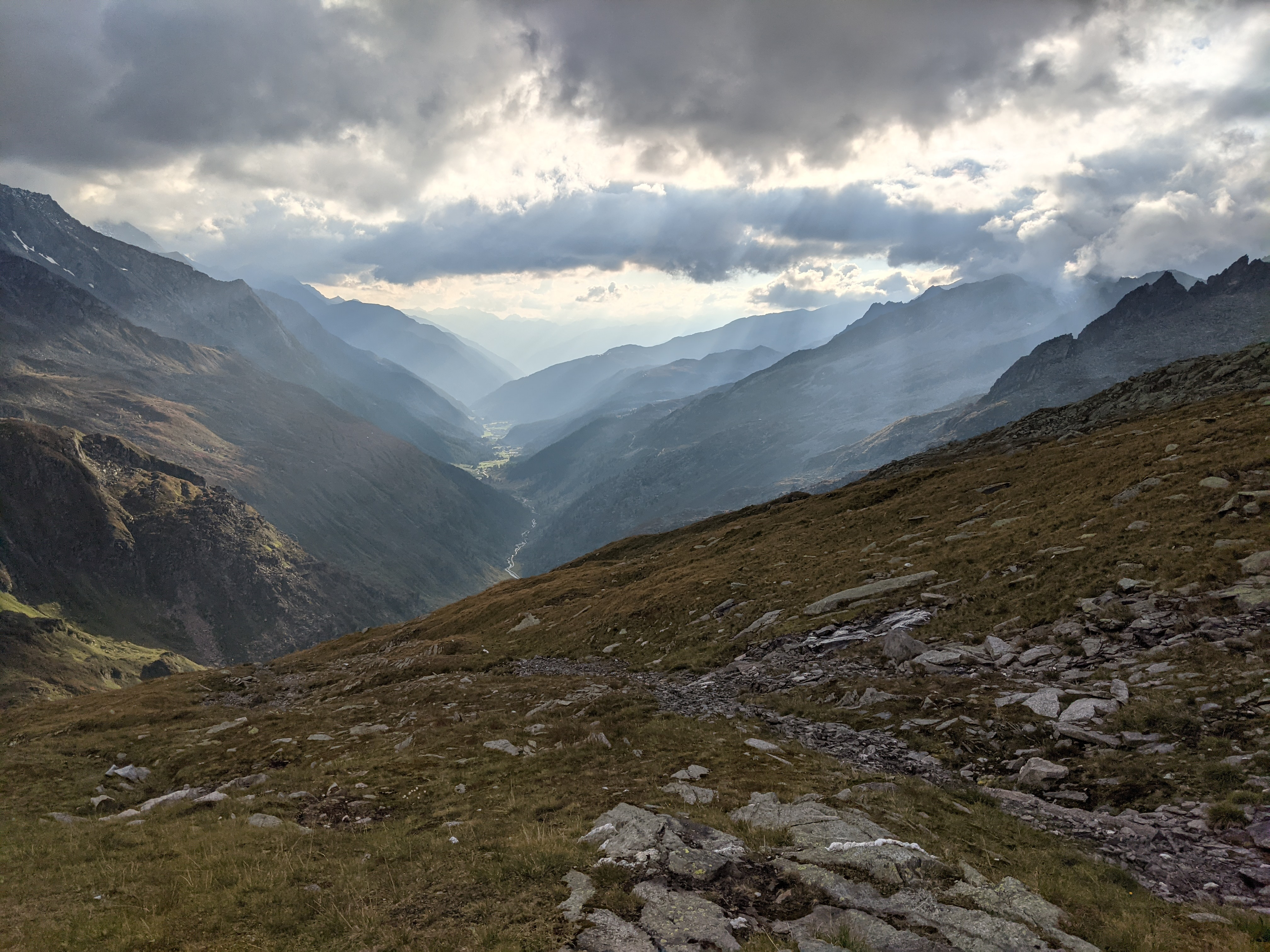
Pohled na údolí Ahrntal z vysokohorské stezky mezi chatami Birnlückenhütte a Krimmler Tauern
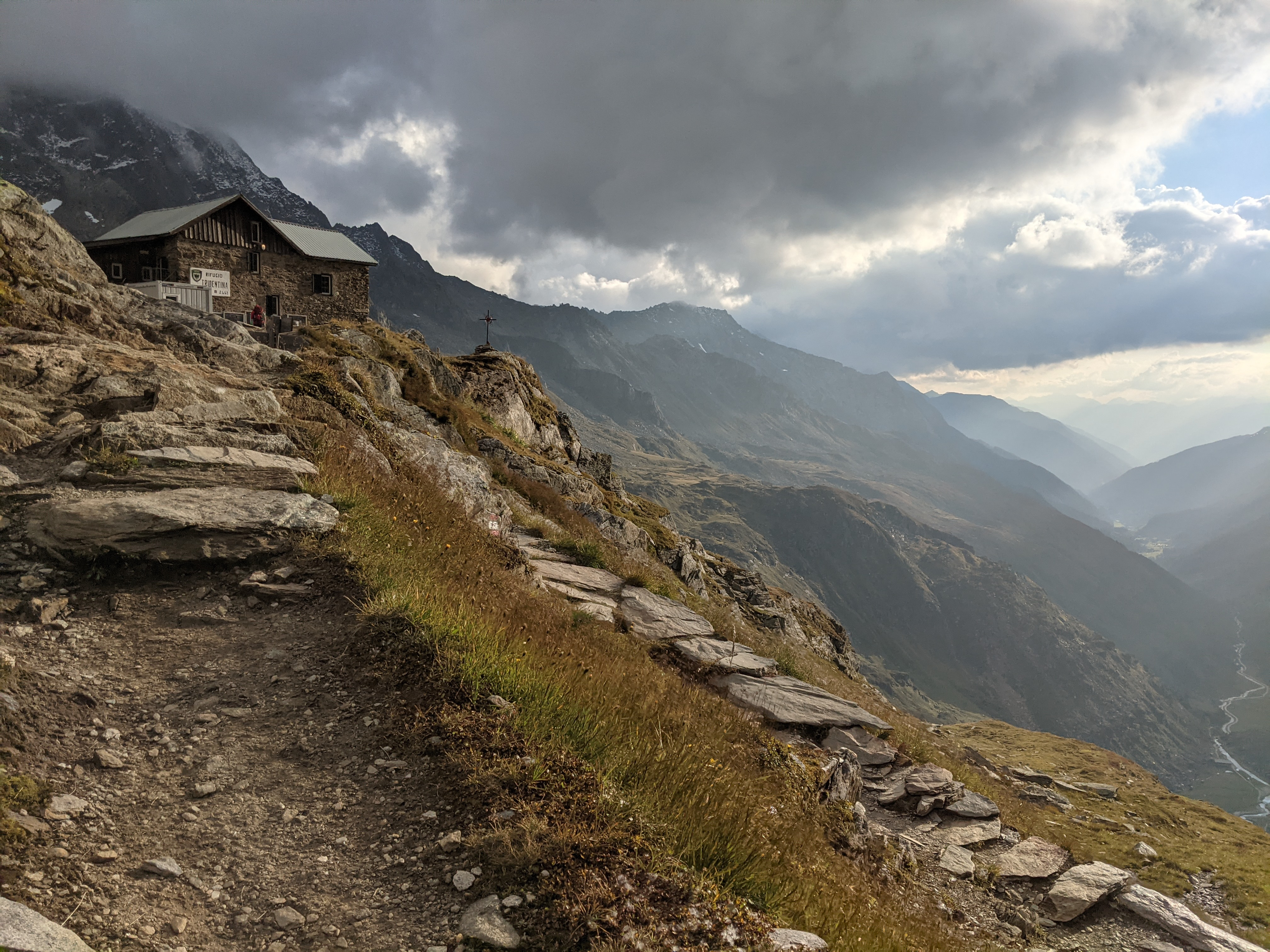
u chaty Birnlückenhütte
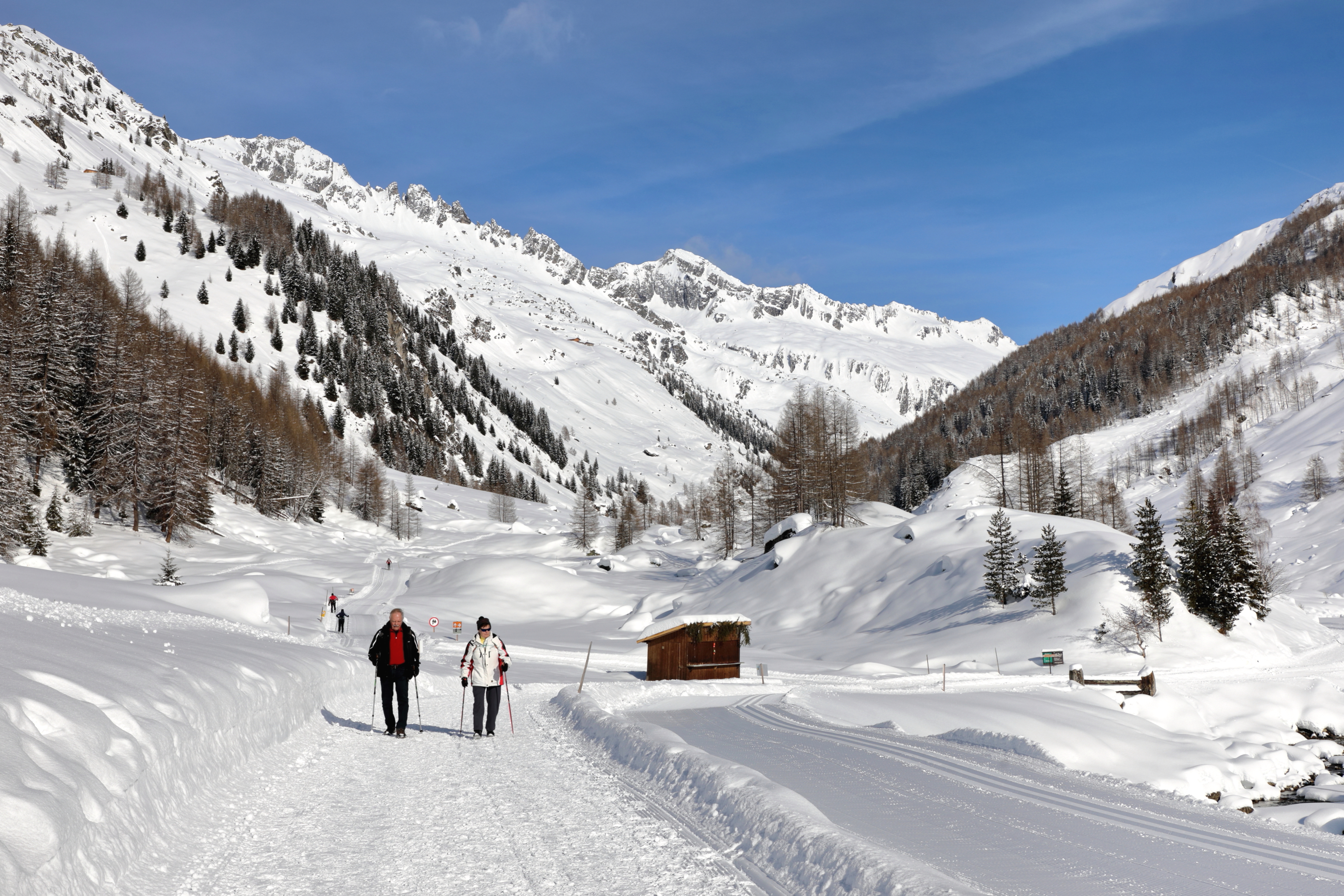
zima v údolí Ahrntal
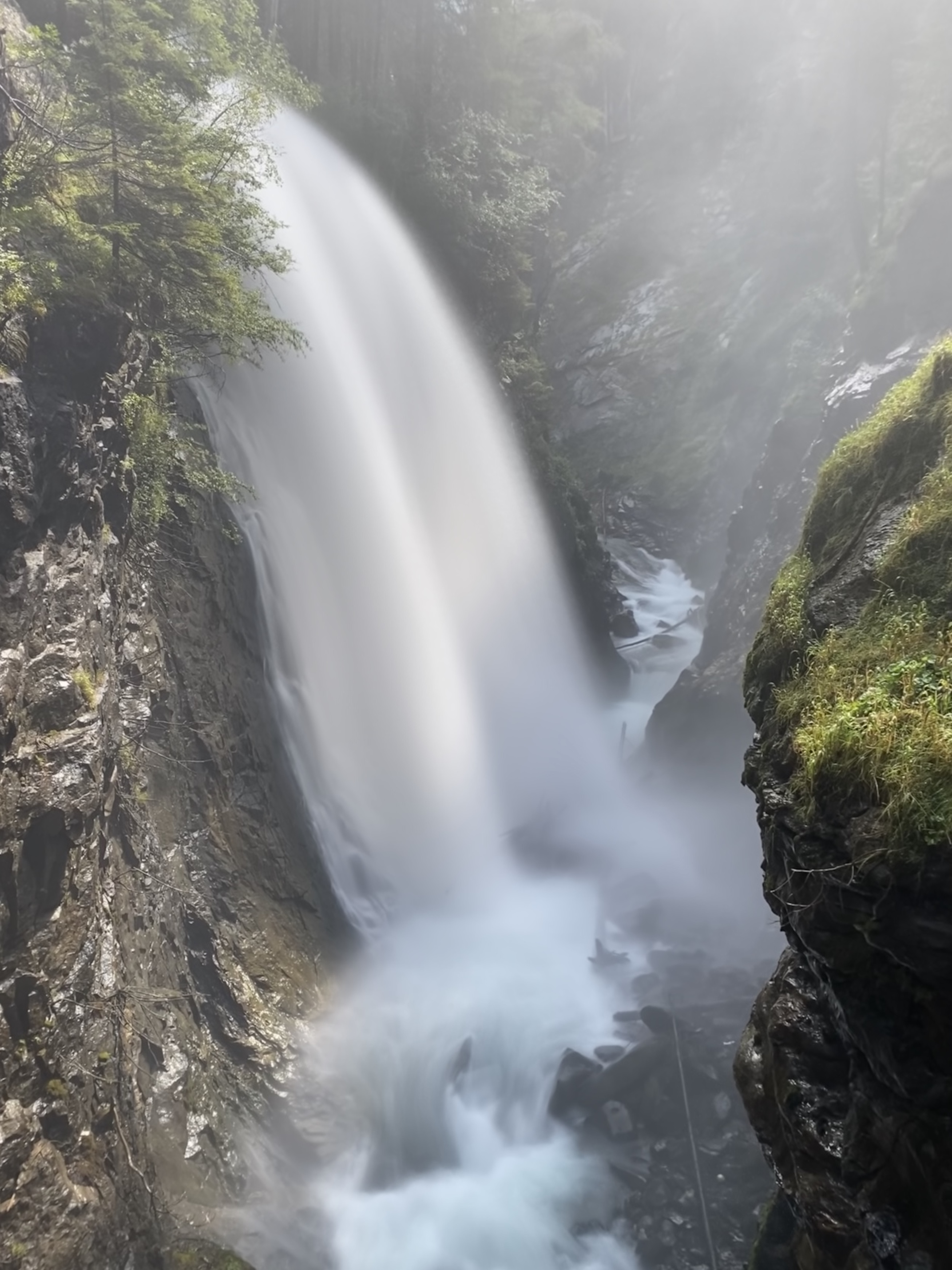
vodopády di Riva v přírodním parku
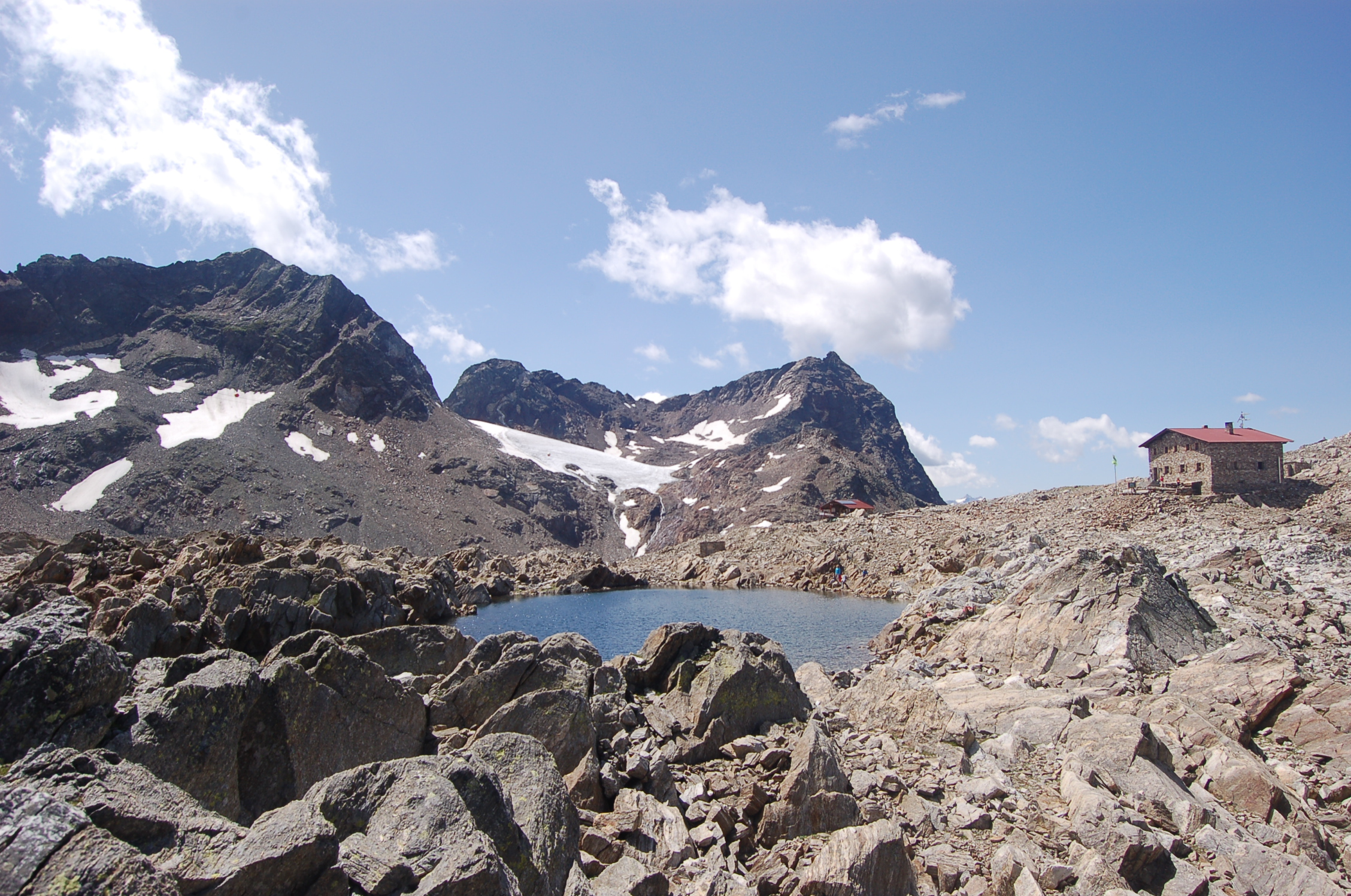
Rifugio Vedrette di Reis